# Àrdea
|  | Per a altres significats, vegeu «Ardea (gènere)». |

Àrdea és un municipi italià de la Ciutat metropolitana de Roma Capital a la regió del Laci, a uns 4 km de la mar Tirrena. L'any 2007 tenia 36.846 habitants.

## Història
Àrdea (en llatí: Ardea en grec antic: Ἀρδέα) va ser una de les trenta ciutats de la Lliga llatina, situada a uns 30 km al sud de Roma. Plini el Vell i Pomponi Mela la consideren una de les ciutats marítimes dels llatins. Estrabó i Claudi Ptolemeu la situen erròniament a 70 estadis del mar. Tots els autors la consideren una ciutat molt antiga, i una de les més riques i poderoses d'aquella part d'Itàlia. Es va atribuir la seva fundació a un fill d'Odisseu i Circe anomenat Ardea (Ἀρδέα) i Virgili, i també Plini el Vell, diuen que la va fundar Dànae, la mare de Perseu. Tot això apunta a un origen pelàsgic de la ciutat. Virgili diu que era la ciutat més important dels rútuls, i el seu rei Turnus es va oposar al desembarcament d'Eneas i a l'establiment dels troians, amb els que es van enfrontar per les armes.
Tarquini el Superb la va assetjar però no la va poder conquerir, i sembla que això va ser una de les causes que van dur a l'expulsió del rei de Roma. Uns anys després ja apareix comuna ciutat sotmesa a Roma en un tractat amb Cartago. En aquesta època era encara una de les ciutats d'anomenada per les seves riqueses.
Apareix més tard en una disputa amb la ciutat d'Arícia per la possessió del territori de Corioli, que es va sotmetre a la mediació de Roma. Els romans van decidir atribuir-se a ells mateixos el territori en disputa. Així i tot, la ciutat va seguir en aliança amb Roma, i poc després, quan hi va haver a la ciutat un enfrontament entre els nobles i els plebeus, van demanar un arbitratge a Roma que va enderrocar al partit popular i als seus aliats volscs, i en va expulsar els seguidors, cosa va reduir la importància de la ciutat. Roma va enviar una colònia per protegir la ciutat contra els volscs.
La ciutat desapareix llavors de les mencions històriques i no apareix fins a la lluita final entre la Lliga llatina i Roma l'any 340 aC quan la ciutat formava part d'aquesta Lliga. A la història llegendària de Marc Furi Camil, Àrdea va ser el lloc on aquest cònsol romà va patir l'exili. Després apareix ja com a colònia de dret llatí i va ser una de les dotze ciutats que l'any 209 aC no va poder participar en el pagament de càrregues extraordinàries per finançar la Segona Guerra Púnica. El 186 aC hi va ser tancat Mini Cerrí, un dels caps que van dirigir diverses orgies prohibides a les Bacanàlia. La ciutat no va parar de decaure des de la conquesta romana. Estrabó ja l'anomena un lloc decadent al seu temps.
Al començament de l'Imperi el seu territori, en gran part no cultivat, fins i tot va servir de terra de pastura pels elefants de l'emperador. Hadrià va procedir a un repartiment de terres però va tenir poc èxit. La ciutat va gairebé desaparèixer tot i que durant l'edat mitjana encara s'esmenta un Castellum Ardeae.